# Anca Todoni
Anca Todoni (Timișoara, 10 oktober 2004) is een tennisspeelster uit Roemenië. Zij is actief in het internationale tennis sinds 2020.

## Loopbaan
In 2024 won Todoni het WTA 125-toernooi van Bari – in de finale versloeg zij de Hongaarse Panna Udvardy. Daarmee kwam zij binnen op de top 150 van de wereldranglijst. Enkele weken later plaatste zij zich via het kwalificatietoernooi voor Wimbledon – hier speelde, en won, zij haar eerste grandslampartij. In november won zij haar tweede WTA-titel op het WTA 125-toernooi van Santa Cruz, waar zij in de finale de Colombiaanse Emiliana Arango bedwong.
In 2025 won Todoni het WTA 125-toernooi van Antalya – in de finale versloeg zij de Spaanse Leyre Romero Gormaz. Daarmee trad zij toe tot de mondiale top 100 van het enkelspel.

## Posities op deWTA-ranglijst
Positie per einde seizoen:
| jaar | rang enkelspel | rang dubbelspel |
| ---- | -------------- | --------------- |
| 2022 | 893            | 1370            |
| 2023 | 250            | 618             |
| 2024 | 113            | 295             |

## Resultaten grandslamtoernooien
| Legenda | Legenda                          |
| ------- | -------------------------------- |
| g.t.    | geen toernooi gehouden           |
| l.c.    | lagere categorie                 |
| –       | niet deelgenomen                 |
| G       | uitgeschakeld in de groepsfase   |
| 1R      | uitgeschakeld in de eerste ronde |
| 2R      | uitgeschakeld in de tweede ronde |
| 3R      | uitgeschakeld in de derde ronde  |
| 4R      | uitgeschakeld in de vierde ronde |
| KF      | uitgeschakeld in de kwartfinale  |
| HF      | uitgeschakeld in de halve finale |
| F       | de finale verloren               |
| W       | het toernooi gewonnen            |
| w-v     | winst/verlies-balans             |

### Enkelspel
| toernooi        | 2024 | 2025 |
| --------------- | ---- | ---- |
| Australian Open | –    | 1R   |
| Roland Garros   | –    |      |
| Wimbledon       | 2R   |      |
| US Open         | –    |      |

## Palmares
| Legenda                 |
| ----------------------- |
| Grandslamtoernooi       |
| Olympische Spelen       |
| Year-End Championships  |
| Premier Mandatory       |
| Premier Five / WTA 1000 |
| Premier / WTA 500       |
| International / WTA 250 |
| Challenger / WTA 125    |

### WTA-finaleplaatsen enkelspel
| nr.              | finale     | toernooi       | ondergrond | tegenstandster      | score         |         |
| ---------------- | ---------- | -------------- | ---------- | ------------------- | ------------- | ------- |
| gewonnen finales |            |                |            |                     |               |         |
| 1.               | 2024-06-09 | WTA Bari       | gravel     | Panna Udvardy       | 6-4, 6-0      | details |
| 2.               | 2024-11-03 | WTA Santa Cruz | gravel     | Emiliana Arango     | 7-6, 6-0      | details |
| 3.               | 2025-03-23 | WTA Antalya    | gravel     | Leyre Romero Gormaz | 6-3, 6-2      | details |
| 4.               | 2025-06-08 | WTA Bari       | gravel     | Anna Bondár         | 6-7, 6-4, 6-4 | details |
| verloren finales |            |                |            |                     |               |         |
| geen             |            |                |            |                     |               |         |